# ヘルハウンド (漫画)
『ヘルハウンド』は、皆川亮二による日本の漫画作品。『月刊アフタヌーン』（講談社）にて、2022年8月号より連載されている。本作が皆川にとって同誌での初の連載作品となる。
2023年5月、本作の重版を記念してPVを公開。『スプリガン』の主人公役を務めたことから、PVには小林千晃が出演している。

## あらすじ
巨大人型兵器バトルウォーカーが闊歩し、戦場が日常となっている異世界。幼い弟妹との生活のために、傭兵組織『地獄の番犬』の一員となった新人隊員ショウ・ザンマは、強化された戦闘犬兵器『ヘルハウンド』に追われ、「巨大な蓮の花」に飛び込んだことから、異世界である日本へとやってくる。
なぜ自分が異世界「地平界・日本」に来たのか分からない中、ショウが日本に来たことを知った刑事が現れ、身体を植物のように変化させて襲いかかってくる。そこにショウを襲っていた戦闘犬・ヘルが現れて、念話によって逃げるよう命令されるが、協力して敵を倒す。敵同士であったショウとヘル達は、元の世界へと帰るため、一時的に仲間となって協力することになる。

## 登場人物
ショウ・ザンマ
幼い弟妹との生活のために、傭兵組織『地獄の番犬』の一員となった新人隊員。

ヘル
科学的に強化された戦闘犬ヘルハウンド。

## 書誌情報
- 皆川亮二『ヘルハウンド』講談社〈アフタヌーンKC〉、既刊6巻（2025年3月21日現在）
  1. 2022年11月22日発売[1][5]、ISBN 978-4-06-529590-8
  2. 2023年4月21日発売[4]、ISBN 978-4-06-531112-7
  3. 2023年9月22日発売[6]、ISBN 978-4-06-532828-6
  4. 2024年2月22日発売[7]、ISBN 978-4-06-534443-9
  5. 2024年8月22日発売[8]、ISBN 978-4-06-536366-9
  6. 2025年3月21日発売[9]、ISBN 978-4-06-538577-7